# Isola di Fondra
Isola di Fondra (lombardul: Fundra) település Olaszországban, Lombardia régióban, Bergamo megyében. Lakosainak száma 177 fő (2023. január 1.). Isola di Fondra Roncobello, Piazzatorre, Moio de’ Calvi és Branzi községekkel határos.

## Népesség
A település lakossága az elmúlt években az alábbi módon változott:
| Lakosok száma | 181  | 174  | 177  |
|               | 2017 | 2018 | 2023 |